# Defensor Sporting
Defensor Sporting Club jest urugwajskim klubem piłkarskim z siedzibą w mieście Montevideo.
Klub założony został 15 marca 1913 pod nazwą Club Atlético Defensor. W 1989 roku doszło do fuzji z klubem Sporting Club Uruguay w wyniku czego klub zmienił nazwę na Defensor Sporting Club. Drużyna gra na stadionie Estadio Luis Franzini.

## Osiągnięcia
- Mistrz Urugwaju (Primera División Uruguaya) (4): 1976, 1987, 1991, 2007/08

## Historia
Defensor ma za sobą wiele sukcesów podczas turniejów kwalifikacyjnych do Copa Libertadores (tzw. Liguilla), dzięki czemu miał wiele okazji, by reprezentować Urugwaj na arenie międzynarodowej. Uważany za jeden z klubów, który tworzy i rozwija najlepszych graczy w Urugwaju, którzy potem na skutek transferów grają w klubach na całym świecie. Klub jest miejscem narodzin licznych międzynarodowych gwiazd jak Sebastian Abreu, Andres Fleurquin, Marcelo Tejera, Dario Silva, Gonzalo Vargas, Nicolas Olivera i wielu innych.
Trener prof. DeLeon doprowadził zespół do pierwszego narodowego mistrzostwa w 1976, zapoczątkowując słynną szkołę piłkarską, której idea jest dziś powszechna w wielu zespołach i u wielu trenerów.